# RAM диск
RAM (Random Access Memory) диск е програма, работеща на ниско ниво, емулираща твърд диск, но използваща паметта на компютъра (RAM) за съхраняване на данни.
Времето за достъп се подобрява значително, както и скоростта на трансфер – обикновено 100 пъти и повече, но поради факта, че при изключване на компютъра съдържанието на паметта се губи, той не може да се използва като основен.
RAM дисковете намираха приложение по времето, когато за основна външна памет се използваха дискети. Времето им за достъп беше високо и ако приложението често чете и пише, забавянето е голямо. Разпространена практика е да се копира цялата дискета в RAM диска преди началото на работа и обратно, след като приложението свърши.
След въвеждане на кеширащите програми предимството в скоростта на RAM диска стана по-малко и тъй като при кеширащите програми няма загуба на данни при загуба на захранването, употребата им намаля, но те са незаменими като основна, макар и временна памет за т.нар. жив диск (на английски: LiveCD), тъй като те се стартират от компактдиск, който по природа е само за четене.
Има продукти, използващи подобна технология, но не паметта на компютъра, а набор от памети, поставени на допълнителна платка в компютъра и физически емулиращи твърд диск и дори включващи се в конектора на IDE/S-ATA/SCSI контролер. При тях паметта има допълнително батерийно захранване и никога не губи данни. Те намират приложение при високопроизводителни сървъри на бази от данни, при които времето за достъп е критично.